# Hypocassida cornea
Hypocassida cornea es un insecto coleóptero de la familia Chrysomelidae. Se distribuye por el paleártico: Europa y Oriente Próximo.